# Lajos Für
Dans le nom hongrois Für Lajos, le nom de famille précède le prénom, mais cet article utilise l’ordre habituel en français Lajos Für, où le prénom précède le nom.
Lajos Für (né le 21 décembre 1930 à Egyházasrádóc – mort le 22 octobre 2013 à Budapest) est un homme politique hongrois, membre du Forum démocrate hongrois.

## Biographie
Il a été ministre de la Défense de 1990 à 1994. En 1956, a pris part à l’insurrection de Budapest.
Il affirme son soutien en 2007 à la Garde hongroise, une milice d’extrême droite controversée liée au Jobbik.

## Publications
- A csákvári uradalom a tőkés gazdálkodás idején (1970)
- Mennyi a sok sírkereszt? Magyarország embervesztesége a második világháborúban (1987)
- Hol vannak a katonák? (1988)
- Kisebbség és tudomány (1989)
- Világjáró magyarok (1990)
- Sors és történelem (1991)
- Szabadon szeretnék sírni (1993)
- Jobbágyföld – parasztföld (1994)
- Magyar sors a Kárpát-medencében (2001)
- Az én történelmem I. (2003)
- A Varsói Szerződés végnapjai – magyar szemmel (2003)